# Чернобай, Владислав Эдуардович
Владислав Эдуардович Чернобай (род. 29 августа 1975) — киргизский легкоатлет, специалист по бегу на короткие дистанции. Выступал за сборную Киргизии по лёгкой атлетике в середине 1990-х годов, победитель и призёр первенств национального значения, участник летних Олимпийских игр в Атланте. Мастер спорта Кыргызской Республики.

## Биография
Владислав Чернобай родился 29 августа 1975 года.
Впервые заявил о себе в лёгкой атлетике на международном уровне в сезоне 1994 года, когда вошёл в состав киргизской национальной сборной и выступил в беге на 100 метров на юниорском мировом первенстве в Лиссабоне.
Будучи студентом, в 1995 году отправился выступать на Универсиаде в Фукуоке, где бежал 100 и 200 метров. Помимо этого, принял участие в чемпионате мира в Гётеборге — на предварительном квалификационном этапе преодолел 100-метровую дистанцию за 11 секунд ровно и в следующую стадию соревнований не вышел.
Благодаря череде удачных выступлений удостоился права защищать честь страны на летних Олимпийских играх 1996 года в Атланте — здесь показал результат 10.88 и так же остановился на предварительном квалификационном этапе.
После атлантской Олимпиады Чернобай ещё достаточно долго оставался действующим спортсменом и продолжал принимать участие в различных легкоатлетических турнирах. Так, в мае 1999 года на соревнованиях в Алма-Ате он установил свой личный рекорд в беге на 200 метров (22.02), а в июне 2002 года в Бишкеке улучшил личный рекорд на дистанции 100 метров (10.55).